# Тревор Бербик
Тревор Бербик (енгл. Trevor Berbick; 1. август 1954 — 28. октобар 2006) био је канадски професионални боксер, пореклом са Јамајке.

## Каријера
Титулу првака света у верзији Светског боксерског савета (ВБЦ) Бербик је освојио 1985. године, савладавши Пинклона Томаса.
Учествова је на Летњим олимпијским играма 1976. у Монтреалу, где је представљао Јамајку и стигао до четвртфинала у тешкој категорији.
Остао је упамћен као последњи боксер који је изашао на мегдан легендарном Мохамеду Алију (победио), али и по мечу са Мајком Тајсоном, у којем је нокаутиран у другој рунди. Бербик је 22. новембра 1986. изгубио титулу, а Тајсон са 20 година постао најмлађи шампион у историји професионалног бокса.
У професионалној каријери која је трајала од 1976. до 2000. године, Бербик је имао 61 борбу. Добио је 49, изгубио 11 и једну завршио нерешено.
Од 1990. године, Бербик је константно био у сукобу са законом. Био је осуђен због напада на своју менаџерку, а годину дана касније за силовање и пљачку.
У затвору је одлежао 15 месеци после чега је депортован у Канаду. У САД се вратио 2002. и до смрти је живео у Портланду. Дана 28. октобра 2006. пронађен је мртав у родној Јамајци.